# Tordylium hasselquistiae
Tordylium hasselquistiae är en flockblommig växtart som beskrevs av Dc. Tordylium hasselquistiae ingår i släktet Tordylium och familjen flockblommiga växter. Inga underarter finns listade i Catalogue of Life.